# Dendrobium versteegii
Dendrobium versteegii är en orkidéart som beskrevs av Johannes Jacobus Smith. Dendrobium versteegii ingår i släktet Dendrobium, och familjen orkidéer. Inga underarter finns listade i Catalogue of Life.